# اشتفان ژاری
اشتفان ژاری (انگلیسی: Štefan Žáry; ۱۹ سپتامبر ۱۹۱۸ – ۲۵ اوت ۲۰۰۷) زبان‌شناس، مترجم، شاعر، نویسنده، و روزنامه‌نگار اهل چکسلواکی بود. او نویسنده غزل‌های اروتیک، اشعار میهنی و ضد جنگ و نثر خاطره انگیز بود. وی عمدتاً ادبیات فرانسه را ترجمه می‌کرد.